# Вулович, Весна
Ве́сна Ву́лович (серб. Vesna Vulović / Весна Вуловић; 3 января 1950, Белград — 23 декабря 2016, там же) — югославская сербская стюардесса, работавшая в компании JAT и попавшая в книгу рекордов Гиннесса как обладательница мирового рекорда высоты для выживших при свободном падении без парашюта (10 160 м). Она работала стюардессой на самолёте McDonnell Douglas DC-9 (рейс 367 компании JAT), который взорвался 26 января 1972 года в небе над немецкой деревней Хинтерхермсдорф, а его обломки упали в районе чехословацкой деревни Србска-Каменице. Вулович оказалась единственной выжившей в этом рейсе, поскольку занимала место в хвосте самолёта и была пристёгнута ремнями безопасности. Обстоятельства крушения самолёта не были установлены, хотя властями Югославии рассматривалась версия о теракте, совершённом хорватскими радикальными националистами.
Сама Вулович попала на рейс по случайности, заменив другую стюардессу по имени Весна Николич, а момент катастрофы не помнила. Она провела несколько месяцев в больнице (в том числе несколько суток в коме): у девушки был перелом черепа, обеих ног и трёх позвонков, из-за чего Весна некоторое время была парализована ниже пояса. После многочисленных операций она всё же сумела встать на ноги: благодаря своему спасению она стала национальной героиней Югославии, хотя очень редко давала интервью, поскольку не любила внимание журналистов и устала говорить о своём спасении.
В дальнейшем она проработала на административной должности в компании JAT, откуда после 18 лет работы была уволена в начале 1990-х, поскольку она участвовала в акциях протеста против Слободана Милошевича. При этом Весна никогда не задерживалась полицией за участие в протестах, что могло быть связано с её популярностью. Последние годы она провела в одиночестве в своей квартире в Белграде, получая небольшую пенсию вплоть до своей смерти. Она состояла в браке, но детей у неё не было: из-за последствий авиакатастрофы и последующей внематочной беременности с выкидышем у неё диагностировали бесплодие.

## Ранние годы
Весна Вулович родилась 3 января 1950 года в Белграде. Её отец занимался деятельностью в сфере коммерции, а мать была инструктором по физподготовке. Изначально она хотела учиться на врача, но в итоге поступила на языковое отделение, чтобы улучшить свои познания в английском языке и понимать песни любимой группы The Beatles. По окончании первого курса она отправилась на стажировку в Великобританию. Изначально она проживала у друзей своих родителей в Ньюбери, однако желала перебраться в Лондон. В Британии она встретила друга, который предложил ей переехать в Стокгольм, однако когда об этом узнали родители, то потребовали от Весны скорее вернуться домой, беспокоясь за неё.
По возвращении в Белград Весна приняла решение стать стюардессой: по одной версии, один из её знакомых, выучившийся на пилота государственной авиакомпании JAT, предложил ей освоить работу стюардессы, чтобы иметь возможность чаще летать в Лондон; по другой версии, на неё повлияла подруга, работавшая стюардессой в JAT. Весна рассказывала, что ещё до трудоустройства в JAT врачи диагностировали у неё пониженное давление: это грозило ей тем, что она могла не пройти медкомиссию. Однако перед началом комиссии девушка выпила очень много кофе и в итоге успешно прошла обследование. В компании она начала работу с 1971 года: известно, что в те годы каждые шесть месяцев сотрудники компании проходили обучение, связанное с обеспечением безопасности, и Весна также прошла соответствующие курсы.

## Авиакатастрофа

### Перед вылетом из Копенгагена

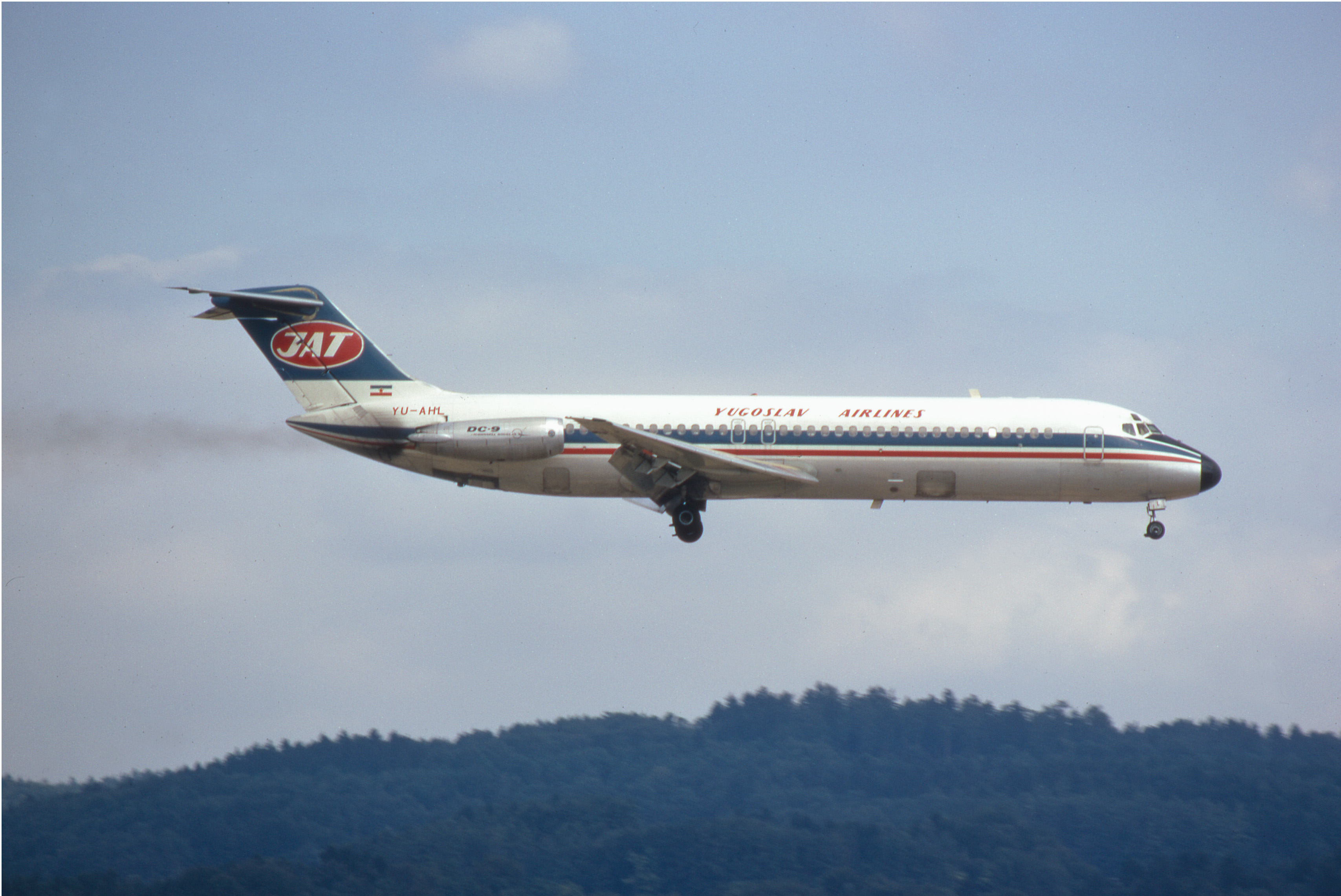
Самолёт McDonnell Douglas DC-9 авиакомпании JAT, идентичный разбившемуся

Утром 25 января 1972 года в Копенгаген прибыл сменный экипаж, которому предстояло вести рейс 367 авиакомпании JAT, который совершал перелёт из Стокгольма в Белград с остановками в Копенгагене и Загребе. В состав экипажа вошли командир воздушного судна Людвиг Раздрих, второй пилот Ратко Михич, бортпроводники Драган Димитревич, Слободанка Гавранович и Весна Вулович. По словам Весны, она изначально не должна была работать на этом рейсе, но компания перепутала её с другой бортпроводницей, тёзкой по имени Весна Николич, и поэтому Вулович оказалась в составе экипажа. К тому моменту Весна проработала в компании 8 месяцев, но не имела постоянной работы и находилась только в качестве стажёра. Тем не менее она выразила желание лететь этим рейсом, поскольку прежде не была в Дании. Перед отлётом в Копенгаген девушка успела побывать в Любляне.
Экипаж расположился в отеле Sheraton, в течение всего дня членам экипажа был предоставлен отдых. Весна хотела осмотреть достопримечательности города, но её коллеги настояли на том, чтобы пройтись по магазинам и купить сувениры для родных и близких. По словам Весны, все члены экипажа словно предчувствовали, что может произойти авиакатастрофа, но не говорили об этом напрямую. Так, командир воздушного судна и вовсе заперся в своей комнате на сутки, не желая выходить. Утром следующего дня, 26 января, второй пилот очень долго говорил о своих сыне и дочери так, как будто больше ни у кого не было детей.

### Рейс 367 JAT
26 января 1972 года самолёт McDonnell Douglas DC-9-32 авиакомпании JAT вылетел в 13:30 из аэропорта Стокгольм-Арланда, приземлившись в копенгагенском аэропорту Каструп через час. Члены сменного экипажа, в составе которого была Вулович, приготовились подняться на борт самолёта. По свидетельству Вулович, среди выходивших из севшего DC-9 людей она заметила крайне раздражённого мужчину, на которого обратили внимание другие члены экипажа и один из руководителей аэропорта. Было известно, что этот человек не вернулся на борт самолёта. Вулович подозревала, что если в багажном отделении была заложена бомба, то её там мог спрятать именно этот человек. В те годы меры безопасности в аэропортах не были строгими, и гипотетически пробраться в багажное отделение самолёта и спрятать там бомбу не составляло никакой проблемы.
В 15:15 по Гринвичу самолёт начал приготовление к взлёту, взлетев с полосы R 22 копенгагенского аэропорта в 15:20. На борту рейса 367 находилось 28 человек — 5 членов экипажа (включая Вулович) и 23 пассажира. Взлёт, набор высоты и выход на воздушную трассу прошли в обычном режиме. Полёт проходил на высоте около 10 тысяч метров, на которой самолёт находился и в момент пересечения границы ГДР и Чехословакии. Ожидалось, что самолёт прибудет в Белград в 17:00 по Гринвичу. DC-9 прошёл очередную точку маршрута — приводную радиостанцию Хермсдорф (нем. Hermsdorf) в ГДР — последний обмен сообщениями между бортом и радиостанцией о состоянии погоды произошёл с 16:00:40 по 16:00:50. Работа бортовых самописцев прекратилась в 16:01:29. В это время в багажном отделении самолёта прогремел взрыв, в результате которого самолёт разрушился прямо в воздухе. Когда борт исчез с военных радаров Чехословакии, военные поначалу приняли его исчезновение за технические неполадки, которыми тогда страдали все радары. Однако по прошествии трёх минут борт так и не появился на экранах радаров, несмотря на постоянные запросы диспетчеров.
В результате взрыва обломки самолёта упали рядом с деревней Србска-Каменице, в 5 км к северо-западу от города Ческа-Каменице (нынешняя Чехия). Большая часть обломков была сосредоточена в четырёх зонах: в зоне I — корпус от передней кромки крыльев до задней части (с частями хвоста); в зоне II — фрагментированная носовая часть с оборудованием; в зоне III — левый двигатель с пилонами; в зоне IV — часть кромки крыльев и салона. Расстояние между разбросанными обломками достигало 30 км. Из 28 человек, находившихся на борту, выжила только она. Согласно заключениям врачей, у всех погибших взорвались лёгкие в результате резкой декомпрессии и лопнули барабанные перепонки: этой участи избежала только Весна. В момент, когда произошёл взрыв, она работала в пассажирском салоне: стюардесса сразу потеряла сознание и впоследствии не могла вспомнить, где именно находилась в момент взрыва (в средней части фюзеляжа или в хвосте самолёта). Тела лётчиков были найдены примерно в 7—8 км от места падения: кислородные маски у них не сработали.

### Официальная версия: теракт хорватских националистов
По данным официального расследования, до разрушения в воздухе системы самолёта работали в штатном режиме, а пилоты находились на своих местах. Экспертиза не обнаружила в крови лётчиков алкогольных или наркотических веществ. Сигналов бедствия или сообщений о поломках на землю не передавалось. Самолёт был сравнительно новым: он начал эксплуатироваться менее чем за год до катастрофы. В качестве официальной причины версии взрыва самолёта Управление гражданской авиации Чехословакии назвало взрыв бомбы: по версии некоторых чехословацких военных, в состав гипотетического взрывного устройства мог входить семтекс. Югославские спецслужбы подозревали, что организаторами теракта были хорватские националисты — сторонники движения усташей; аналогичной версии придерживались и чехословацкие спецслужбы. Главным организатором считался Миро Барешич, лидер группировки «Хорватское национальное сопротивление», которая также была причастна к угону самолёта DC-9 из Мальмё 15 сентября того же года.
С 1962 по 1982 годы хорватскими националистами было совершено 128 террористических актов против граждан Югославии и югославских военных объектов. Доподлинно известно, что в день авиакатастрофы был взорван поезд, следовавший из Вены в Загреб, в результате чего были ранены шесть человек. Сообщалось, что в редакцию шведской газеты Kvällsposten на следующий день позвонил некий мужчина, представившийся как член некоей хорватской группировки и взявший на себя ответственность за взрыв самолёта. Вулович предполагала, что шумно ведший себя в аэропорту Копенгагена мужчина, сошедший с борта DC-9, мог заложить бомбу в самолёт ещё в Стокгольме, затем прибыть этим же рейсом в Копенгаген и затем сойти с борта. Тем не менее, никто так и не был арестован по подозрению в организации взрыва самолёта. Сама Весна в интервью журналу Aviation Security Magazine в 2002 году выразила предположение, что организаторов теракта, возможно, уже на тот момент не было в живых, так как они могли погибнуть во время войны в Хорватии.

### Альтернативная версия: атака ПВО Чехословакии
В 2009 году пражский корреспондент немецкой телерадиокомпании ARD Петер Хорнунг Андерсен (Peter Hornung Andersen) публично оспорил официальную версию катастрофы рейса JAT 367, заявив, что её сфальсифицировали чехословацкие спецслужбы. Он утверждал, что разрушение самолёта имело место не на высоте 10 тысяч метров, а на высоте в промежутке от 600 до 900 м, о чём свидетельствовала площадь разброса обломков, поэтому рекорд Вулович мог не иметь места в реальности. Причиной катастрофы он назвал попадание ракеты, выпущенной ВВС Чехословакии, поскольку гражданский борт якобы могли принять за вражеский самолёт — поскольку в то время на радарах рядом находились самолёты с высокопоставленными руководителями стран соцлагеря (в том числе с Леонидом Брежневым), военные якобы могли принять движение DC-9 за движение истребителя, пытавшегося атаковать какое-то правительственное судно. Хорнунг Андерсен заявил, что сообщения о телефонном звонке в газету Kvällsposten по поводу бомбы были выдумкой спецслужб.
Управление гражданской авиации Чехии раскритиковало выдвинутую ARD версию, назвав её не только не соответствующей реальным фактам, но и напоминающей теорию заговора. Некоторые ветераны Чехословацкой народной армии заявили, что если бы им было известно об атаке самолёта истребителем или ракетой ПВО, они бы сразу это заметили, а западная пресса не молчала бы по этому поводу. Официальные данные экспертизы гласили, что в корпусе самолёта были следы взрыва бомбы, а не попадания какой-либо ракеты. Часть воздушного пространства Чехословакии действительно была закрыта для гражданских рейсов до 17:00 по белградскому времени (16:00 по местному чехословацкому), и рейс 367 стал первым, для кого открыли пространство. В итоге Хорнунг-Андерсен признал, что его теория не может считаться правдоподобной, поскольку основана исключительно на косвенных уликах.

## Спасение
Весну Вулович обнаружил местный житель Бруно Хонке (нем. Bruno Honke), который рубил дрова в сарае, когда услышал громкий взрыв. Он выбежал на улицу и услышал крики людей о том, что где-то упал самолёт; несмотря на темноту, он ринулся искать обломки самолёта и выживших. В какой-то момент он услышал женский голос, звавший на помощь: зайдя глубоко в лес, он обнаружил обломки самолёта, которыми была зажата Весна Вулович. Согласно его свидетельствам, бирюзовая форма стюардессы была залита кровью, а сила взрыва была такой, что разорваны были даже её туфли; сама она была прижата тележкой для еды, а сверху на девушке лежал один из погибших членов экипажа. Хонке, который во время Второй мировой войны был полевым врачом немецких войск, сумел разобрать обломки и оказать первую медицинскую помощь Вулович, прежде чем прибыли спасатели.
Существует версия, что спасению Вулович могло способствовать то, что она находилась в хвосте самолёта и была пристёгнута ремнями безопасности. Однако Хонке утверждал, что нашёл Весну Вулович в средней части самолёта, а не в хвостовой. Спасению способствовал и тот факт, что стюардессу прижало самолётной тележкой к хвостовой части самолёта, когда та оторвалась в момент взрыва и устремилась к земле. После неконтролируемой разгерметизации, вызванной взрывом, всех пассажиров и членов экипажа выбросило ударной волной из самолёта, что обрекало их на смерть при падении с такой огромной высоты.
Следователи полагали, что часть самолёта, в которой находилась прижатая тележкой Вулович, упала на ту часть горного склона, которая была покрыта снегом и где рос густой лес. Заснеженные кроны деревьев могли самортизировать удары обломков самолёта и тем самым спасти Вулович. Врачи также утверждали, что в связи с низким кровяным давлением Весна достаточно быстро потеряла сознание после разгерметизации, и это спасло её от разрыва сердца, который мог наступить во время падения. По оценке югославской прессы, с момента взрыва и до оказания помощи врачом Хонке сложились семь разных ситуаций, которые грозили смертельной опасностью Весне (от резкой нехватки кислорода до страшных последствий падения в виде переломов и кровопотери) и в которых она всё же сумела выжить.

## Лечение
Изначально Весна проходила лечение в Ческа-Каменице, прежде чем её перевели в военный госпиталь в пражском районе Стршешовице, где она находилась до 12 марта 1972 года. У неё диагностировали, согласно разным источникам, перелом черепа в нескольких местах (в том числе перелом основания черепа), отёк мозга, внутримозговое кровоизлияние, перелом обеих ног и трёх позвонков (имел место открытый перелом левой голени), перелом левой руки, трёх правых рёбер и нескольких пальцев на правой руке, перелом таза, ушиб печени и почек, а также множество рваных ран. В связи с тем, что один позвонок был полностью раздавлен, девушка оказалась парализована ниже пояса. Какое-то время Весна пробыла в коме. По данным югославского агентства «Танюг», к началу февраля 1972 года Весна была в состоянии говорить и читать, а с чехословацкими лечащими врачами могла общаться на английском. Сообщалось, что когда Весна пришла в сознание, то её первыми словами стала просьба дать ей закурить, произнесённая на английском.
У Весны также была диагностирована амнезия: девушка не помнила ничего во временной промежуток, начинавшийся за час до катастрофы (за исключением того, как она приветствовала поднимавшихся на борт пассажиров рейса) и заканчивавшийся по прошествии месяца после катастрофы: её воспоминания начинаются только со встречи с родителями в госпитале. Весна искренне полагала, что находилась в Любляне, так как это был последний город, который она посетила перед перелётом в Копенгаген. Родители утверждали, что Весна узнала о катастрофе только спустя две недели после неё: когда доктор показал ей газету, то девушка чуть не потеряла сознание от потрясения, и её пришлось откачивать. Всё, что говорилось о катастрофе, она помнила только со слов других людей. В то же время газета «Политика» цитировала одно из интервью, в котором Весна утверждала, что после падения самолёта на короткое время пришла в сознание и обнаружила рядом с собой тела погибших бортпроводников — Слободанки (Бобаны) Гавранович и Драгана (Галета) Димитриевича. Позже её доставили на самолёте в Белград: девушке предлагали сделать общий наркоз, чтобы она могла выспаться во время рейса и не переживать во время перелёта. Весна отказалась, заявив, что не помнит момента катастрофы, поэтому не боится лететь. Она проходила лечение в белградской больнице имени доктора Драгиши Мишовича, а её палата находилась под круглосуточным наблюдением со стороны полиции. Власти опасались, что организаторы взрыва самолёта захотят убить и стюардессу как единственную свидетельницу, которая могла бы доказать, что имел место теракт. Охрана менялась каждые шесть часов: в палату разрешалось заходить только врачам и родителям Весны. Всего её лечение заняло 16 месяцев.
Вулович перенесла ряд операций, после которых смогла пошевелить левой ногой, а ещё через месяц начала шевелить правой ногой. Весна лечилась в белградском госпитале до июня 1972 года, а в июле поехала в Черногорию в санаторий за счёт авиакомпании, где прожила месяц, занимаясь дальнейшей физической реабилитацией. Она лечилась в Будве, куда её направил профессор Бранко Радулович, доктор белградской ортопедической клиники в Банице. Физической реабилитацией занимался доктор Спиро Будимир, а в качестве моральной поддержки к Весне приезжал актёр Миодраг Петрович Чкаля. После десяти месяцев лечения Вулович смогла встать на ноги: она по 8 часов день занималась спортом, ходила на массаж, плавала в бассейне и выполняла силовые упражнения. Всего ей понадобилось четыре с половиной года, чтобы научиться заново ходить, как прежде. Спасение Весны и возвращение подвижности многие врачи называли чудом. В то же время Весна прихрамывала до конца жизни, а у неё осталось искривление позвоночника. В интервью 2008 года The New York Times она говорила, что никто не ожидал, что она сможет после этого достаточно долго прожить. По её словам, ей помогли встать на ноги «детская диета» (шоколад, шпинат и рыбий жир) и характерное «сербское упрямство».
Родители Весны даже продали оба автомобиля, чтобы оплатить лечение дочери, но Весна выражала надежду, что, получив причитающиеся от страховки деньги и квартиру, она сможет купить для родителей автомобиль. В первый год после катастрофы она ежемесячно получала компенсацию в размере 80 тысяч старых югославских динаров, на второй год сумма выросла до 100 тысяч ежемесячно. Общая сумма компенсации составила 15 миллионов динаров от JAT и 4 миллиона от социального страхования. В сентябре 1972 года Весна заявила о намерении вернуться в компанию JAT на должность стюардессы. Параллельно она поступила на факультет внешней торговли, чтобы иметь какую-либо возможность продолжать свою карьеру в случае, если ей придётся забыть о продолжении работы в авиакомпании. Компания устроила её на офисную должность, связанную с заключением договоров фрахта. Подобное решение было связано с нежеланием компании привлекать огромное внимание к девушке. Она продолжила летать самолётами уже в качестве пассажира: с её слов, другие пассажиры были удивлены её присутствию на рейсах и старались сесть поближе к ней.

## Известность

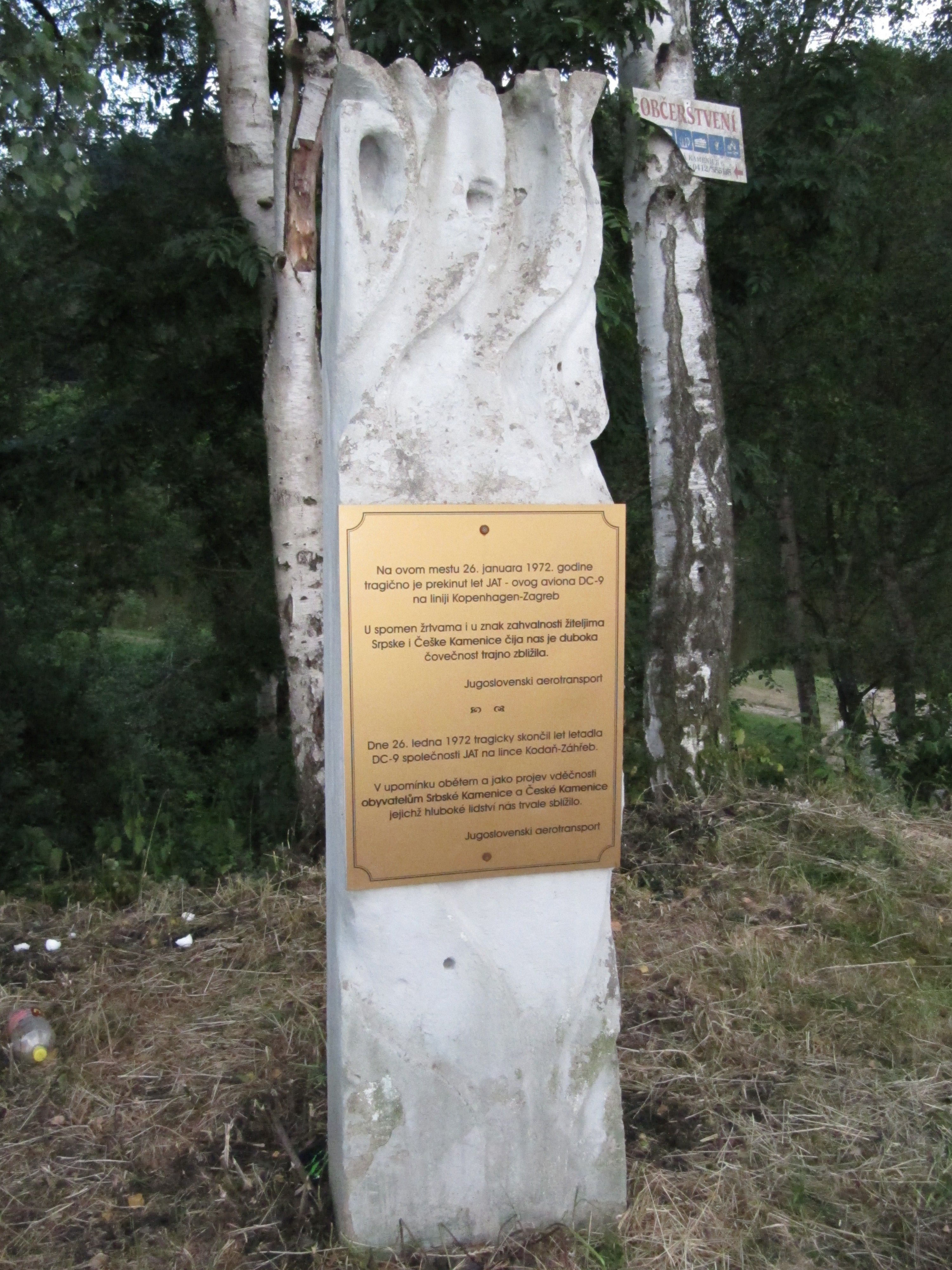
Мемориал на месте катастрофы

У себя на родине Весна стала считаться национальной героиней и получила прозвище «Волшебница Весна», а её слава прогремела на все страны соцлагеря. После катастрофы и своей реабилитации Вулович была удостоена приёма у президента Югославии Иосипа Броза Тито, а певец Мирослав Илич даже записал посвящённую ей песню «Vesna stjuardesa» (с серб. — «Стюардесса Весна»). На её имя приходили многочисленные письма, девушке подарили даже кусок земли из Србска-Каменице и присвоили звание почётного гражданина деревни. Через шесть недель после катастрофы у Хонке, спасшего стюардессу, родилась внучка, которую он назвал Весной. Через девять месяцев Весна приехала в гости в Србску-Каменицу, встретившись с местной молодёжью.
В 1985 году имя Весны Вулович было внесено в Книгу рекордов Гиннесса как человека, который упал с наибольшей высоты без парашюта и остался в живых — с высоты 10 160 м. Вулович побила рекорды многих других людей, выживших в подобных падениях — Алана Маги (более 6000 м), Юлианы Кёпке (около 3000 м), Николаса Алкемада (5490 м) и Ивана Чиссова (6505 м). Свою награду она получила в Лондоне от Пола Маккартни, с которым тогда впервые встретилась. По словам газеты «Политика», после катастрофы был восстановлен католический монастырь, стоявший недалеко от Србска-Каменице и находившийся в полуразрушенном состоянии. Монахи, увидев знамение свыше в спасении Весны Вулович в результате авиакатастрофы, также установили в монастыре фотографию Весны в рамке и стали не только ежегодно проводить заупокойную службу по погибшим, но и службу за здравие Весны. Со временем экс-стюардессу стали реже узнавать на улице, что она стала воспринимать с большим с облегчением.
В самой авиакомпании JAT Вулович проработала суммарно 18 лет, прежде чем в начале 1990-х годов (в 1990 или 1991 году) её уволили в связи с неприятием ею тогдашнего лидера Югославии Слободана Милошевича. Как выяснилось, она подговорила своих коллег не голосовать за него, за что ей сначала урезали зарплату, а затем и уволили из компании. Вулович также участвовала в акциях протеста против Милошевича на улицах Белграда, но ни разу не задерживалась югославской полицией, что могло объясняться популярностью самой стюардессы в народе.
В последующие годы многие печатные издания стали публиковать статьи, в которых пытались оспорить или опровергнуть обстоятельства её спасения. Одним из первых оказался югославский журнал Politikin svet, заявивший, что самолёт Весны якобы был сбит чехословацким ПВО на высоте 1000 м и поэтому имя Весны было незаконно внесено в книгу рекордов Гиннесса. В 1997 году чешский журнал Letectví a kosmonautika аналогично заявил, что в самолёт попали две ракеты ПВО, причём вторую якобы выпустили, когда самолёт уже опасно снизился; в качестве аргументов он приводил расшифровки переговоров на пункте ПВО Кржиженец за 1988 год. В некоторых материалах и вовсе утверждалось, что Весны вообще не было на том борту. Наконец, в 2009 году журналисты ARD не только выступили в поддержку версии атаки самолёта чехословацкими ВВС, но и публично обвинили спецслужбы в фальсификации итогов расследования. Экс-стюардесса отвечала, что ей было известно о подобных заявлениях прессы, но она не помнила момент падения, поэтому не могла ничего подтвердить или опровергнуть и особо не обиделась бы, если бы её рекорд в итоге аннулировали. По мнению большинства специалистов в области гражданской авиации, все громкие публикации в СМИ были связаны со стремлением журналистов просто пропиариться на личности Вулович.

## Личная жизнь

### Семья
Родители Весны умерли спустя несколько лет после катастрофы: стюардесса утверждала, что катастрофа разрушила не только её жизнь, но и жизнь её родителей. Она вскоре вышла замуж за инженера-механика Николу Брека, который был на три года её старше. С ним она познакомилась, когда ей было 18 лет, и встречалась с ним около года, прежде чем выйти замуж. Никола не любил журналистов и не желал им давать интервью. Вскоре Весна развелась с мужем, поскольку он не одобрял её привычку курить. Уже после развода Вулович бросила курить благодаря подруге из Загреба Йовице Паликович.
У Весны также был брат, у которого к 1979 году было двое детей. Итальянская газета Oggi однажды опубликовала сообщение о том, что Весна ждёт ребёнка, но позже это оказалось уткой. Источником утки послужил разговор Весны с одной из живших в Италии югославских женщин: итальянская пресса, как выяснилось, неправильно поняла слова Весны о племянниках. В действительности врачи уверяли Весну, что катастрофа не скажется на репродуктивной функции её организма, однако в дальнейшем Весна перенесла внематочную беременность: хотя она выжила, у женщины диагностировали бесплодие. Один из её племянников — австралийский видеоблогер Алекса Вулович.
От компании JAT Весна получила квартиру площадью 36 м² в Белграде на бульваре Революции, где проживала с мужем. В дальнейшем она проживала на скромную месячную пенсию, эквивалентную 300 евро, в полуразрушенном доме на бульваре деспота Стефана: около 15 лет она жила в квартире на третьем этаже, переехав за несколько месяцев до смерти в меньшую квартиру на пятом этаже. Несмотря на маленькую пенсию, Весна не жаловалась на жизнь. Дом Весны располагался через дорогу от здания редакции газеты «Политика». В молодости у Весны были собака Пеги и кошка Цицка, а сама Весна неоднократно говорила, что очень любила животных; в конце жизни компанию ей составляли только три кота.

### Личные взгляды
Вулович из принципа отказывалась называть себя везучим человеком, хотя признавала, что у неё были бойцовские качества. Хотя у неё не было никаких психологических травм после катастрофы, она утверждала, что постоянно испытывала чувство вины выжившего и иногда даже задавалась вопросом, не стоило ли ей погибнуть вместе со всеми остальными пассажирами и членами экипажа. Позже Весна приняла крещение в Сербской православной церкви, чтобы побороть чувство вины и вернуть себе оптимистический взгляд на жизнь.
В интервью Aviation Security Magazine Вулович утверждала, что никогда не интересовалась политикой и была заинтересована только в том, чтобы помочь своему народу выжить: она призывала своих сограждан не воевать против хорватов или боснийцев, утверждая о том, что сербы с ними составляют один народ. Она осуждала не только сербский или хорватский национализм, но и любой национализм в принципе. В 2000 году, после отстранения Слободана Милошевича от власти, появилась с несколькими югославскими знаменитостями на балконе Старого дворца, выступив с обращением к участникам протестов.
В 2008 году Вулович поддержала на президентских выборах кандидатуру Бориса Тадича от Демократической партии. Она утверждала, что хотела «нормальной жизни» после многочисленных войн и санкций, которые пережила её страна, и поэтому надеялась, что гипотетическое вступление Сербии в Евросоюз принесёт экономическое процветание стране. Весна сочувствовала косовским сербам, подвергавшимся преследованиям со стороны косовских албанцев, но полагала, что Сербии придётся смириться с утратой Косова и Метохии ради «лучшего будущего». На тех же выборах 2008 года Вулович решительно выступала против кандидата от Сербской радикальной партии Воислава Шешеля: в интервью The New York Times она выражала опасения, что Шешель может вернуть в Сербию худшее, что было при Милошевиче.

## Последние годы жизни
Ещё во времена Югославии Весна отказывалась давать интервью многим изданиям, поскольку журналисты часто публиковали различные «утки», а позже говорила, что устала всем рассказывать о своём падении и спасении. Среди тех, кому отказала Весна, были Опра Уинфри и редакция BBC. Редким исключением стало интервью в 2012 году, данное Датскому радио. Проблемы со здоровьем не позволяли ей больше участвовать в памятных мероприятиях в деревне Србска-Каменице, куда Весна прежде ездила на протяжении многих лет: последний раз она побывала там в 2002 году. Из знакомых Весну навещал только её родной брат, с которым у неё были превосходные отношения. В то же время, несмотря на уединённый образ жизни, к Весне соседи относились с большим уважением: она покупала для соседских детей сладости.
23 декабря 2016 года тело Весны Вулович было обнаружено в её квартире в Белграде, дверь в которую пришлось выламывать усилиями полиции. Друзья женщины обратились в полицию в связи с тем, что Вулович несколько дней не появлялась на улице и не отвечала на телефонные звонки. Коты Весны вели себя крайне агрессивно, поскольку их не кормили, по свидетельствам соседей, около трёх дней, и поэтому ветеринарная служба забрала их к себе на попечение. Причина смерти Весны официально не оглашались, хотя её друзья говорили, что в последние годы жизни у неё были проблемы с сердцем: незадолго до кончины Вулович перенесла инфаркт, к тому же она чаще передвигалась на костылях. Её похоронили на Новом кладбище Белграда 27 декабря того же года.

## Комментарии
1. ↑  Сокращение от Jugoslovenski Aerotransport, международное название — Yugoslav Airlines.
2. ↑  По одной версии, он увидел торчавшие из обломков ноги[15], по другой — высунутую голову Весны[6].
3. ↑  По разным источникам — три[8], 10[21] или 27 дней[28][33][26]; иногда упоминаются четыре недели[27].
4. ↑  Согласно газете «Политика», ссылавшейся на одно из редких интервью Вулович, в 2010-е годы эта сумма составила бы не более 10 % от минимальной зарплаты, которую получали работники Air Serbia[13].
5. ↑  По данным газеты Večernji list и материалов РТВ, свадьба произошла в 1975 году[38][15], согласно интервью Вулович журналу Aviation Security Magazine — в 1977 году[6].
6. ↑  По данным газеты Večernji list, это произошло в 1985 году[38][15], согласно интервью Вулович журналу Aviation Security Magazine — в 1992 году[6].
7. ↑  Согласно чешскому изданию iDNES, у Весны было несколько выкидышей и несколько раз она находилась на грани смерти[24].